# Исамаль (муниципалитет)
Исамаль (исп. Izamal) — муниципалитет в Мексике, штат Юкатан, с административным центром в одноимённом городе. Численность населения по данным переписи 2010 года, составила 25 980 человек.

## Общие сведения
Название Izamal с майянского языка можно перевести как: ежедневная роса или постоянно моросящий дождь, где Itz — роса, морось, и Amal — постоянный, ежедневный.
Площадь муниципалитета равна 459 км², что составляет 1,15 % от общей площади штата, а наивысшая точка — 20 метров над уровнем моря, расположена в поселении Ханаба.
Он граничит с другими муниципалитетами Юкатана: на севере с Теканто, Тей, Тепаканом и Текаль-де-Венегасом, на востоке с Тункасом, на юге с Суцалем и Кантунилем, на юго-западе с Октуном, и на западе с Бокобой.

## Учреждение и состав
Муниципалитет был образован в 1823 году, при создании штата Юкатан, в его состав входит 27 населённых пунктов, самые крупные из которых:
| Код INEGI                  | Населённый пункт                                                               | Численность населения (2005 год) | Численность населения (2010 год) |
| -------------------------- | ------------------------------------------------------------------------------ | -------------------------------- | -------------------------------- |
| 040                        | Всего                                                                          | 24334                            | 25980                            |
| 0001                       | Исамаль (исп. Izamal) 20°55′53″ с. ш. 89°01′04″ з. д. (административный центр) | 15101                            | 16195                            |
| 0041                       | Кимбила (исп. Kimbilá) 20°55′58″ с. ш. 89°07′30″ з. д.                         | 3531                             | 3633                             |
| 0003                       | Ситилькум (исп. Citilcum) 20°57′10″ с. ш. 89°06′59″ з. д.                      | 2015                             | 2247                             |
| 0024                       | Ситильпеч (исп. Sitilpech) 20°56′23″ с. ш. 88°57′26″ з. д.                     | 1781                             | 1799                             |
| 0028                       | Ханаба (исп. Xanabá) 20°50′08″ с. ш. 89°00′48″ з. д.                           | 1305                             | 1440                             |
| 0004                       | Куаутемок (исп. Cuauhtémoc) 20°53′13″ с. ш. 89°00′03″ з. д.                    | 549                              | 600                              |
| —                          | Прочие                                                                         | 52                               | 66                               |
| Названия на карте Генштаба |                                                                                |                                  |                                  |

## Экономика
По статистическим данным 2000 года, работоспособное население занято по секторам экономики в следующих пропорциях:
- торговля, сферы услуг и туризма — 38 %;
- производство и строительство — 37,8 %;
- сельское хозяйство, скотоводство и рыболовство — 23,3 %;
- безработные — 0,9 %.

## Инфраструктура
По статистическим данным 2010 года, инфраструктура развита следующим образом:
- протяжённость дорог: 220,3 км;
- электрификация: 98,1 %;
- водоснабжение: 98,6 %;
- водоотведение: 79 %.

## Достопримечательности
В муниципалитете можно посетить следующие объекты:
- бывший монастырь, а ныне церковь Святого Антонио Падуанского, строительство которого было завершено в 1561 году;
- церковь Девы Марии, построенную в XVI веке, под руководством жившего здесь епископа Юкатана — Диего де Ланда;
- церкви Сан Хосе, Лос-Ремедиос, Святого Креста, Святой Клары;
- бывшие асьенды Сасала и Санта-Исабель;
- археологический памятник цивилизации майя — пирамиду Кинич Какмо (es).

## Фотографии
- Вид с пирамиды Кинич-Какмо
- Центр Кимбилы
- Бывшая асьенда Сак-Никте